# 川崎市和平馆
川崎市和平馆（日语：川崎市平和館），是位于日本神奈川县川崎市的一所以战争与和平为主题的博物馆，常设展出“日本与战争”、“战争与人类”、“另一场战争”等主题。1992年开馆。

## 设施
- 视频角
- 情报搜索角
- 图书角
- 体验角
- 和平广场